# Karl Wahl

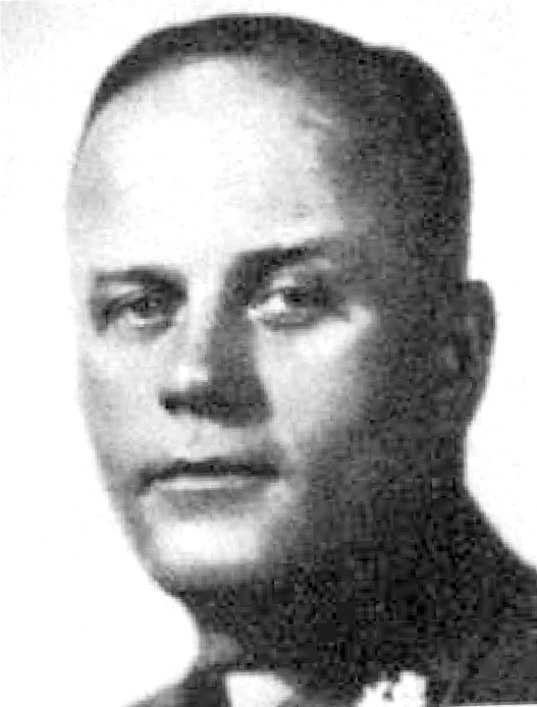
Karl Wahl

Karl Wahl (* 24. September 1892 in Aalen; † 18. Februar 1981 in Vaterstetten) war ein deutscher Politiker (NSDAP), Gauleiter des Gaues Schwaben während der nationalsozialistischen Herrschaft und SS-Obergruppenführer.

## Leben
Wahl besuchte zwischen 1899 und 1910 die Volksschule und die Berufliche Fortbildungsschule seiner Heimatstadt. 1910 nahm er eine Schlosserlehre auf. Im gleichen Jahr trat er als Zweijährig-Freiwilliger in der 2. Bayerische Jägerbataillon in Aschaffenburg ein. 1911 wechselte er in die Sanitätstruppe und wurde 1912 zum Sanitäts-Unteroffizier befördert. Seit diesem Jahr gehörte er der Heeres-Sanitätsschule des II. Bayerischen Armee-Korps in Landau an.
Im Ersten Weltkrieg wurde Wahl von August 1914 bis Dezember 1918 als Frontsanitäter eingesetzt. Im Juli 1917 wurde er zum Sanitäts-Vizefeldwebel befördert. Bis Oktober 1919 war er Leiter der von Friedrich Hessing gegründeten Hessingschen Anstalt in Göggingen. Zuletzt Leiter der chefärztlichen Kanzlei des Garnisonslazaretts Augsburg, wurde Wahl im November 1921 aus der Armee verabschiedet. Zwischen 1921 und 1933 war er bei der Stadt Augsburg beschäftigt.
1921 trat Wahl in die Augsburger Ortsgruppe der NSDAP und in die SA ein. Während des Verbots der NSDAP betätigte er sich im Völkisch-Sozialen Block; nach der Wiederzulassung der Partei trat er der NSDAP am 26. Februar 1925 erneut bei (Mitgliedsnummer 9.803). Zwischen 1925 und 1929 war Wahl Ortsgruppenleiter und Kreisleiter der NSDAP in Augsburg und führte die dortige SA-Standarte. Bei der Landtagswahl im Mai 1928 wurde er ins Parlament gewählt. Am 1. Oktober 1928 wurde er zum Gauleiter für Schwaben ernannt. Im Februar 1931 gründete er die nationalsozialistische Neue National-Zeitung Augsburg, deren Herausgeber er bis 1945 blieb.
Nach der Machtergreifung der Nationalsozialisten erhielt Wahl im November 1933 ein Mandat im funktionslosen Reichstag. Mit Wirkung vom 1. Juli 1934 erfolgte die Ernennung zum Regierungspräsidenten von Schwaben. Im August 1934 wurde Wahl SS-Ehrenführer (SS-Mitgliedsnummer 228.017) im Rang eines SS-Gruppenführers. Am 2. Februar 1942 fragte Wahl bei Himmler schriftlich an, warum er – im Gegensatz zu anderen Gauleitern wie Murr, Sauckel oder Hildebrandt – nicht zum SS-Obergruppenführer befördert worden war. Nachfragen Himmlers führten zu einem Bericht der SD-Hauptaußenstelle Augsburg, wonach der Gauleiter die SS nicht bevorzugt fördere und selten in SS-Uniform auftrete, in Notfällen aber SS-Führern eine besondere Unterstützung zukommen lasse. Himmler beschied am 31. März 1942 Wahl, die ausgebliebene Beförderung sei darauf zurückzuführen, dass er nicht wie die anderen Gauleiter zugleich Reichsstatthalter sei. Den Rang des SS-Obergruppenführers erreichte Wahl schließlich am 1. August 1944; zuvor war er im November 1942 nach der Neuordnung der Reichsverteidigungsbezirke zum Reichsverteidigungskommissar für den Gau Schwaben ernannt worden.
Augsburg wurde den amerikanischen Truppen am 28. April 1945 kampflos übergeben. Auf deren Ultimatum zur Übergabe reagierte die Augsburger Freiheitsbewegung, eine Bürgerbewegung. „Wahl sah keine Veranlassung, aktiv zu werden, er blieb jedoch in der Stadt.“ Am 10. Mai 1945 wurde Wahl in Augsburg von amerikanischen Truppen gefangen genommen.
Im Vorfeld des Nürnberger Prozesses gegen die Hauptkriegsverbrecher wurde Wahl im Juli 1945 als Zeuge vernommen. In der Entnazifizierung wurde Wahl im Dezember 1948 als „Hauptschuldiger“ eingestuft und zu dreieinhalb Jahren Arbeitslager verurteilt, wobei allerdings 40 Monate Haft auf die Strafe angerechnet wurden. Zudem wurden Vermögens- und Sachbesitz eingezogen. Nachdem Wahl wegen körperlicher Schwäche schon einige Monate im Krankenhaus verbracht hatte, wurde er am 23. September 1949 entlassen. Der bayerische Kassationshof entschloss sich am 21. September 1951, ihn zum Belasteten aufzubessern. Zunächst als Textilvertreter tätig, war Wahl von 1958 bis 1968 Leiter der Bibliothek der Firma Messerschmitt AG in München. Seine 1954 im Selbstverlag herausgebrachte Autobiografie wurde, als die erste eines ehemaligen Gauleiters, überregional beachtet. Der Historiker Hans-Ulrich Danner, der in seiner Dissertation die Autobiographien von 42 Funktionsträgern von NSDAP und SED gegenüberstellte, ordnete Wahl in Bezug auf seine Memoiren als „widersprüchliche Apologet“ ein. So verteidigt er einen „guten“ Nationalsozialismus, kritisiert aber zugleich sehr viel am NS-System.